# Diritto tributario
Il diritto tributario (in inglese: tax law) è un settore del diritto finanziario che regolamenta i tributi di ogni tipo.

## Storia
Forme di prelievo simili alle moderne imposte erano già conosciute nell'antichità ed erano abbastanza diffuse negli imperi orientali (Persia ecc.).
Nella Grecia classica l'imposizione dei tributi era ritenuta incompatibile con la libertà dei cittadini. Solo in caso di guerra e con apposita deliberazione dell'assemblea era ammessa la possibilità di sottoporre coattivamente i cittadini a un prelievo in denaro che si commisurava alla ricchezza posseduta da ciascuno. Forme di imposizione erano praticate dalle città greche a favore degli stranieri (i cosiddetti meteci ), i quali erano obbligati al pagamento di un tributo per essere ammessi ad esercitare un diritto normalmente spettante ai soli cittadini (risiedere nella città, partecipare al mercato ecc.); si trattava quindi di un concetto corrispondente a quello delle odierne tasse.
Nell'antica Roma lo Stato in generale sottoponeva i suoi cittadini a prestazioni in denaro che fossero correlate con l'acquisto di diritti o vantaggi individuali. Il prelievo di denaro proporzionato alla ricchezza posseduta non aveva carattere straordinario e non veniva effettuato, di solito in caso di guerra, a favore delle singole tribù in cui erano divisi i cittadini (da qui il termine tributo). Aveva invece grande importanza l'imposizione a carico degli abitanti delle province; questi erano sottoposti a un prelievo che in alcuni casi corrispondeva a una quota della rendita dei terreni (decima), in altri ad una prestazione fissa (stipendium). Tali prelievi non solo costituivano una notevole fonte di entrata, ma rendevano evidente la supremazia dello Stato romano sui popoli sottomessi.
Nel Medioevo, perdutosi il senso della distinzione fra potere pubblico e privato, le prestazioni dei singoli non assunsero il carattere di obbligazioni di tipo privatistico, raramente in denaro, più spesso in natura o in opere (angaria, corvée) dovute personalmente al signore o al sovrano, senza nessuna regola che ne garantisse l'equità, tanto che la parola angaria (o angheria) assunse il significato di vessazione, prepotenza. Nel sistema feudale, il tributo diventa una rendita fondiaria del feudatario legato quindi al rapporto di vassallaggio. La questione finanziaria, durante il XII e il XIII secolo, provocò molti conflitti tra i sovrani e i grandi feudatari come anche e tra questi e i loro vassalli. Solo in Inghilterra, nel 1215, i baroni ottennero la Magna Charta, una sorta di Costituzione primordiale che sanciva i diritti all'autoimposizione, alla legge di bilancio ed il diritto a che l'imposizione tributaria avvenisse tramite una decisione parlamentare.
Con lo sviluppo dell'economia antica l'imposizione venne generalmente a configurarsi come un prelievo in denaro conservando però il suo carattere arbitrario. Unico limite all'arbitrio era in alcuni Stati, e soprattutto in Inghilterra, il diritto di approvare il bilancio, rivendicato dalle Camere. Nello Stato assoluto esisteva una sostanziale irrilevanza della disciplina giuridica del tributo che era vista come naturale espressione del potere di supremazia, con una incontrollabilità della destinazione del gettito da parte dei sudditi e la inesistenza di posizioni giuridiche tutelabili nei confronti del Fisco. Esisteva, del resto, una coincidenza piena fra il patrimonio del sovrano e la finanza pubblica.
Infine, con il tramonto dell'assolutismo e l'affermazione del moderno Stato di diritto, l'imposizione fiscale assunse la configurazione attuale, fondata su principi di legalità ed equità, fissati a livello costituzionale. Venne stabilita definitivamente la correlazione fra tributo e spese pubbliche, nonché la dettagliata disciplina giuridica dello stesso.

## Descrizione
La scienza delle finanze è la branca dell'economia che studia la finanza pubblica. Essa ha una corrispondente partizione del diritto, detta diritto finanziario, il quale è l'insieme delle norme giuridiche che regolamentano l'azione dello Stato in campo economico. Il diritto finanziario a sua volta è parte del diritto amministrativo, che studia le norme aventi ad oggetto lo Stato.
Il diritto finanziario può essere suddiviso in varie branche; una di esse, forse la più nota, è il diritto tributario.
Il presupposto del diritto tributario è che la copertura delle spese occorrenti per la sussistenza di un'organizzazione sociale deve potersi realizzare anche senza il consenso dei singoli e deve quindi discendere da una legge dello Stato.
Le prime indagini sul tributo sono di tipo economico (scienza delle finanze) e dirette a studiare:
1. L'equilibrio tra esigenze finanziarie pubbliche ed economia privata;
2. L'utilizzo della leva fiscale al fine di realizzare finalità di interesse collettivo;
3. Gli effetti delle politiche fiscali sulla formazione dei prezzi e dei redditi;
4. L'equità dell'imposizione fiscale rispetto alla capacità contributiva dei cittadini e delle imprese.

Negli anni Trenta si assiste ad una difesa dello studio unitario del tributo (Scuola di Pavia); in seguito prevale l'autonomia scientifica ed il diritto tributario diventa materia di autonomo insegnamento universitario.
A partire dalla riforma Vanoni di inizio anni Settanta, l'evoluzione del diritto tributario si caratterizza per l'elefantiaca e schizofrenica produzione legislativa, aspetto che ne rafforza l'autonomia scientifica ed accademica.
La rivoluzione d'Internet ha prodotto la nascita del diritto tributario telematico, in diversi paesi del mondo.

### Diritto tributario telematico
Il diritto tributario telematico è un ramo del diritto tributario che rielaborando i principi e le norme relative all'imposizione ed alla riscossione dei tributi propri di uno stato, li coordina con i rapporti giuridici che vengono a formarsi tra quei soggetti che operando su internet, in maniera più o meno prevalente per la loro attività d'impresa, ne utilizzano, comunque, l'insieme interconnesso di elaboratori elettronici (siano computer e/o mainframe e/o reti di collegamento le più varie, come quelle telefoniche e/o a fibre ottiche ecc.) producendo reddito.

## Nel mondo

### Italia
L'articolo 23 della Costituzione italiana recita: "Nessuna prestazione personale o patrimoniale può essere imposta se non in base alla legge" (principio della riserva di legge).
L'articolo 53 della Costituzione italiana impone: "Tutti sono tenuti a concorrere alle spese pubbliche in ragione della propria capacità contributiva. Il sistema tributario è informato a criteri di progressività".
Questi due articoli rappresentano la base e i limiti entro i quali il legislatore si può muovere. Innanzitutto nessun tributo può essere istituito se non mediante un atto avente forza di legge (riserva di legge); tutti i tributi sono dovuti in ragione della propria capacità contributiva; tutti sono tenuti a concorrere alle spese pubbliche siano essi cittadini o non cittadini, residenti o non residenti; il sistema tributario deve essere caratterizzato dal criterio della progressività per cui l'ammontare complessivo del peso tributario varierà in misura più che proporzionale al variare della capacità contributiva.
Nel diritto tributario non trova applicazione l'interpretazione analogica delle norme, ma quella espressa (ubi lex voluit, dixit).
Fra i problemi di costituzionalità del contenzioso tributario:
- onere della prova: è il contribuente a dover dimostrare di essere in regola con i pagamenti, non l'amministrazione a dimostrare l'evasione;
- accertamento provvisorio: nonostante la presunzione di innocenza e una pendenza di giudizio, il contribuente deve anticipare il 30% dell'evasione contestata senza possibilità di sospensione;
- retroattività delle norme tributarie, sebbene sia vietata dallo Statuto dei diritti del contribuente;
- responsabilità solidale nei contratti di appalto fra persone giuridiche: se l'appaltatore evade le imposte (l'IVA) o fallisce, per la quota relativa ai lavori, paga in maniera solidale il committente;
- disparità fra pubblica amministrazione e soggetti privati: mancata compensazione di crediti e debiti verso la pubblica amministrazione, impignorabilità di beni pubblici a favore di creditori privati.

In italia l'esperto si occupa di fornire consulenza e assistenza in materia di diritto tributario, è in genere l'avvocato tributarista e il consulente tributario o tributarista .